# Напшуд Янув
Напшуд Янув (пол. Naprzód Janów) — хокейний клуб з міста Катовиць, Польща. Заснований у 1920 році. Виступає у чемпіонаті Польщі Польській Екстралізі.

## Досягнення
- Кубок Польщі: 1970.
- Срібні медалі: 1971, 1973, 1977, 1989, 1992.
- Бронзові медалі: 1972, 1974, 1976, 1978, 1982, 1986, 1987.

## Історія
Клуб заснований у 1920 році. У 1950 роках заснована секція хокею. У 1962 році ХК «Напшуд Янув» дебютує в Екстралізі. Також у 60-х роках збудована арена «Янтор Янув», у 70-х роках арена реконструйована, з'явились готель, ресторан та кав'ярня.
В ті ж роки команда здобула більшість своїх нагород у першості, тричі здобували срібні нагороди та чотири рази бронзові, ще один раз (1970) вигравали Кубок Польщі. У 80-х та 90-х клуб ще п'ять разів піднімався на подіум (2 срібла та 3 бронзи). Саме у 90-х роках клуб втрачає позиції лідера (через фінансові проблеми) у регіоні, лідером стає інший катовіцький клуб ГКС. У сезоні 1997/98 клуб було розформовано, відроджено у 2004 році. Повернулись до Екстраліги у сезоні 2006/07 до сезону 2010/11 (посіли останнє місце та вибули до 1 ліги) є постійними учасниками плей-оф.
У сезоні 2014/15 знову повернулись до Екстраліги.

## Відомі гравці
- Януш Адамець
- Генрик Войтинек
- Іренеуш Пакула
- Єнджей Касперчик
- Ян Шея
- Людвик Синовець
- Генрик Янішевський

## Секція фігурного катання
При клубі існує також секції з фігурного катання, спортивні пари:
- Яніна Поремська — Пйотр Шипа (чемпіони Польщі)
- Тереза Шкрзек — Пйотр Шипа

А також: Марія Котирба, Ґражина Дудек, Мірелла Гавловська.